# Trophée des Championnes 2023
Il Trophée des Championnes 2023 è stata la terza edizione della Supercoppa di Francia per squadre di calcio femminile. Si è svolta il 10 settembre 2023 allo Stade de l'Aube di Troyes e ha visto sfidarsi l'Olympique Lione, vincitore della Division 1 Féminine 2022-2023 e della Coppa di Francia 2022-2023, e il Paris Saint-Germain, secondo classificato in campionato.
Il trofeo è stato vinto dall'Olympique Lione, che si è aggiudicato il terzo trofeo consecutivo imponendosi sulle avversarie con due reti siglate da Melchie Dumornay al 35' del primo tempo ed Eugénie Le Sommer al 22' del secondo.

## Partecipanti
| Squadre             | Qualificazione                                                                   |
| ------------------- | -------------------------------------------------------------------------------- |
| Olympique Lione     | Vincitore della Division 1 Féminine 2022-2023 e della Coppa di Francia 2022-2023 |
| Paris Saint-Germain | Secondo classificato in Division 1 Féminine 2022-2023                            |

## Tabellino
| Arbitro: | Beyer |

|                            |           |  |
| Dumornay 35’ Le Sommer 67’ | Marcatori |  |

| Olympique Lione | Paris Saint-Germain |

| P               | 1  | Christiane Endler    |  |         |
| D               | 3  | Wendie Renard (c)    |  |         |
| D               | 12 | Ellie Carpenter      |  | 87’     |
| D               | 4  | Selma Bacha          |  |         |
| D               | 21 | Vanessa Gilles       |  |         |
| C               | 17 | Daniëlle van de Donk |  | 32’ 77’ |
| C               | 26 | Lindsey Horan        |  |         |
| C               | 13 | Damaris Egurrola     |  | 87’     |
| C               | 6  | Melchie Dumornay     |  |         |
| A               | 9  | Eugénie Le Sommer    |  | 69’     |
| A               | 11 | Kadidiatou Diani     |  | 77’     |
| A disposizione: |    |                      |  |         |
| P               | 30 | Laura Benkarth       |  |         |
| D               | 5  | Perle Morroni        |  | 87’     |
| D               | 29 | Griedge Mbock Bathy  |  | 87’     |
| C               | 7  | Amel Majri           |  | 77’     |
| C               | 10 | Dzsenifer Marozsán   |  | 77’     |
| A               | 27 | Vicki Becho          |  | 69’     |
| A               | 28 | Melvine Malard       |  |         |
| Allenatore:     |    |                      |  |         |
| Sonia Bompastor |    |                      |  |         |

| P               | 1  | Katarzyna Kiedrzynek |  |     |
| D               | 7  | Sakina Karchaoui     |  |     |
| D               | 19 | Viola Calligaris     |  |     |
| D               | 5  | Elisa De Almeida     |  |     |
| D               | 28 | Jade Le Guilly       |  | 29’ |
| C               | 14 | Jackie Groenen       |  | 64’ |
| C               | 8  | Grace Geyoro (c)     |  |     |
| C               | 21 | Sandy Baltimore      |  |     |
| C               | 6  | Oriane Jean-François |  | 46’ |
| A               | 11 | Lieke Martens        |  | 64’ |
| A               | 20 | Amalie Vangsgaard    |  | 58’ |
| A disposizione: |    |                      |  |     |
| P               | 16 | Constance Picaud     |  |     |
| D               | 3  | Nicole Payne         |  | 58’ |
| D               | 23 | Aïssatou Tounkara    |  |     |
| C               | 18 | Laurina Fazer        |  | 64’ |
| C               | 24 | Korbin Albert        |  |     |
| C               | 27 | Ana Vitória          |  | 64’ |
| A               | 10 | Ramona Bachmann      |  | 46’ |
| Allenatore:     |    |                      |  |     |
| Gérard Prêcheur |    |                      |  |     |